# Yura (ca sĩ Hàn Quốc)
Kim Ah-young (Hangul:김아영) thường được biết đến với nghệ danh Yura (유라), là một nữ ca sĩ, diễn viên người Hàn Quốc, thành viên của nhóm nhạc thần tượng Girl's Day do Dream Tea Entertainment thành lập và quản lý.

## Tiểu sử
Yura sinh ngày 6 tháng 11 năm 1992 tại Ulsan, Hàn Quốc. Cô từng theo học Ulsan Art High School chuyên ngành nhảy múa. Yura hiện đang học tại Đại học nữ sinh Donguk (Dongduk Women's University) cùng với thành viên Minah.

## Sự nghiệp

### Thành viên Girl's Day
Năm 2010, Yura cùng thành viên Hyeri chính thức trở thành thành viên của nhóm nhạc nữ Girl's Day để thay thế vị trí của 2 thành viên đã rời nhóm, Jiin và Jisun. Dream Tea Ent đã phát triển Girl's Day trước khi họ gia nhập nhóm bằng cách tạo một Fan Cafe chính thức, một kênh YouTube và các tài khoản Twitter cho nhóm cũng như các thành viên. Nhóm cũng tiến hành một điệu nhảy flash mob trước khi ra mắt trong khu thương mại và giải trí của Seoul và giành được nhiều sự quan tâm.

### Sự nghiệp cá nhân
Năm 2012, Yura bắt đầu sự nghiệp diễn xuất của cô qua bộ phim Trung Quốc của Sohu TV, Secret Angel, trong vai Yu-bin. Sau đó, cô đã cộng tác với nhãn hiệu Jevice trong single "I Want to Love Now". Yura cũng tham gia một vai khách mời, Lee Eun-yeong, một fan của Kang Tae-jun trong drama của đài SBS,To the Beautiful You.
Năm 2014, Yura đóng vai chính trong MV "Night and Day" của Wheesung cùng với CAP (Teen Top). Sau đó, cô đã cùng diễn viên Hong Jong-hyun kết đôi trong chương trình We got married. Ngoài ra, Yura còn là MC cho chương trình thử giọng Hàn Quốc-Trung Quốc "Super Idol".
Năm 2016, cô được chọn là MC mới của Olive Channel's Tasty Road cùng với  Kim Min-jung.

## Vụ kiện
Ngày 8 tháng 11 năm 2010, công ty quản lý cũ của Yura, Action Music Entertainment nộp một đơn kiện chống lại cô từ khi cô ký hợp đồng thứ hai với Dream Tea Entertainment. Họ muốn nhóm nhạc nữ 4 thành viên mới ra mắt dừng hoạt động cho đến khi vấn đề được giải quyết. Đáp lại, đại điện của Dream Tea cho rằng Action Music đã vi phạm các điều khoản của hợp đồng, họ không trả tiền cho các hợp đồng trong 3 tuần, không đủ cung cấp hỗ trợ, lừa dối Yura với tuyên bố về hoạt động quản bá và buộc cô phải trang trải mọi chi phí. Dream Tea Ent cũng làm rõ rằng, gia đình Yura đã hoàn thành mọi thủ tục để chấm dứt hợp đồng với Action Music trước khi cô ký hợp đồng với Dream Tea.
Vụ kiện được quan tâm cho đến khi Action Music khẳng định rằng họ có 1 video về hành động của Yura. Vào ngày 20 Tháng 1 năm 2011, tòa án phán quyết có lợi cho Yura.

## Danh sách phim

### Phim điện ảnh
| Năm  | Phim  | Vai diễn      | Ghi chú |
| ---- | ----- | ------------- | ------- |
| 2021 | Hauch | Bae Kyung-hwa |         |

### Phim truyền hình
| Năm  | Phim                                           | Vai diễn      | Kênh       | Ghi chú              |
| ---- | ---------------------------------------------- | ------------- | ---------- | -------------------- |
| 2010 | I Trusted Him                                  |               | MBC        | Cameo                |
| 2012 | The Secret Angel                               | Yubin         | Sohu       | Supporting role      |
| 2012 | To the Beautiful You                           | Lee Eun-young | SBS        | Supporting role      |
| 2013 | Reckless Family 3                              | Park Yoo-ra   | MBC Every1 | Main role            |
| 2013 | Family                                         | Cameo         | KBS2       | Special appearances  |
| 2013 | The Clinic for Married Couples: Love and War 2 | Yoo Jung      | KBS2       | Main role            |
| 2013 | The Dramatic                                   | Yu-ra         | MBC Every1 | Main role            |
| 2014 | Be Arrogant                                    | Hong Ha-ra    | SBS Plus   | Main role            |
| 2016 | After the Show Ends                            | Jenny Kim     | tvN        | Main role            |
| 2017 | Hip Hop Teacher                                | Kim Yoo-bin   | JTBC       |                      |
| 2018 | Radio Romance                                  | Jin Tae-ri    | KBS2       |                      |
| 2019 | Psychopath Diary                               |               | tvN        | Cameo, Episode 2     |
| 2020 | Tìm em trong ký ức                             | Go Yu-ra      | MBC        | Cameo, Episode 2 & 4 |
| 2021 | Now, We Are Breaking Up                        | Hye-rin       | SBS        |                      |
| 2022 | Dự báo tình yêu và thời tiết                   | Chae Yoo-jin  | JTBC       |                      |

### Hosting
| Year      | Title                             | Network             | Notes                                                       |
| --------- | --------------------------------- | ------------------- | ----------------------------------------------------------- |
| 2015      | K-pop Star 4                      | SBS                 | with Jun Hyun-moo                                           |
| 2015      | Super Idol!                       | MBC Music & TV Zone |                                                             |
| 2016      | 5th Gaon Chart K-Pop Awards       | KBS Joy             | with Leeteuk                                                |
| 2016      | Tasty Road                        | O'live              | with Kim Min-jung                                           |
| 2017      | Life Bar Season 2                 | tvN                 | with Shin Dong-yup, Kim Jun-hyun, and Kim Hee-chul          |
| 2017      | Beauty Bible 2017                 | KBS                 | with Han Hye-jin and Im Soo-hyang                           |
| 2017      | Battle Trip                       | KBS2                | (Special MC) Episode 54–57                                  |
| 2017–2019 | Weekly China Now                  | ZHTV                | With Kim Il-Jung                                            |
| 2018      | 2018 Miss Korea Pageant           | MBC Every1          | With Park Soo-hong                                          |
| 2018      | Idol Star Athletics Championships | MBC                 | Chuseok Special (Bowling) With Boom (entertainer)           |
| 2019      | Idol Star Athletics Championships | MBC                 | New Year Special (Bowling) With Kim Shin-young and Shindong |

### Chương trình truyền hình
| Năm       | Chương trình                      | Kênh                | Ghi chú                                                           |
| --------- | --------------------------------- | ------------------- | ----------------------------------------------------------------- |
| 2010      | We Are Dating                     | MBC1                | Main role                                                         |
| 2012      | Family                            | KBS                 | Cameo as a character in Woo-bong's fan-fiction novel (Episode 11) |
| 2013      | Running Man                       | SBS                 | Guest with Minah                                                  |
| 2014      | Infinity Challenge                | MBC                 | Guest for Lunar New Year's Special                                |
| 2014      | Fashion Killa                     | OnStyle             | Guest                                                             |
| 2014      | Quiz to Change the World          | MBC                 | Guest with Sojin                                                  |
| 2014      | Eco Village                       | SBS                 | Guest                                                             |
| 2014-2015 | Idol Star Athletics Championships | MBC                 | Cast                                                              |
| 2014-2015 | We Got Married                    | MBC                 | Main cast with Hong Jong-hyun (Episodes 91-131)                   |
| 2015      | K-pop Star 4                      | SBS                 | MC with Jun Hyun-moo                                              |
| 2015      | Off to School                     | JTBC                | Main cast                                                         |
| 2015      | I Live Alone                      | MBC                 | Guest                                                             |
| 2015      | Escape Crisis No. 1               | KBS2                | Guest (Episodes 422, 441, 485)                                    |
| 2015      | Hello Counselor                   | KBS2                | Guest with Sojin                                                  |
| 2015      | Super Idol!                       | MBC Music & TV Zone | MC                                                                |
| 2015      | After School Club                 | Arirang             | Guest                                                             |
| 2015      | Quiz to Change the World          | MBC                 | Guest with Sojin                                                  |
| 2015      | Weekly Idol                       | MBC Every1          | Guest with Sojin và Minah in Episode 210                          |
| 2015      | One Fine Day                      | MBC Music           | Main cast                                                         |
| 2015      | Running Man                       | SBS                 | Guest (Episode 263)                                               |
| 2015      | Let's Go! Dream Team Season 2     | KBS2                | Guest                                                             |
| 2016      | My Little Television              | MBC                 | Guest                                                             |
| 2016      | Happy Together                    | KBS                 | Guest with Hyeri(Episode 444)                                     |
| 2016      | The Return of Superman            | KBS2                | Morning angel (Episode 125)                                       |
| 2016      | Tasty Road                        | Olive TV            | MC with Kim Min-jung                                              |
| 2016      | Running Man                       | SBS                 | Guest (Episode 322)                                               |
| 2017      | Life Bar Season 2                 | tvN                 | with Shin Dong-yup, Kim Jun-hyun, and Kim Hee-chul                |
| 2017      | Beauty Bible 2017                 | KBS                 | with Han Hye-jin and Im Soo-hyang                                 |
| 2017      | Living Together in Empty Room     | MBC                 | Episodes 4–8 Episodes 19–21                                       |
| 2018      | Ocean Police                      | MBC Every1          |                                                                   |
| 2018      | Those Who Cross The Line          | MBC                 | Episode 17-20                                                     |
| 2018      | Give & Take, Please Buy           | MBN                 |                                                                   |
| 2019      | Cabin Crew                        | Channel A           | Episodes 1–12                                                     |
| 2019      | Seoul Mate 3                      | tVN                 | Episodes 1–12                                                     |

### Danh sách các đĩa nhạc
| Năm  | Bài hát          | Nghệ sĩ        | Trong vai   |
| ---- | ---------------- | -------------- | ----------- |
| 2014 | "Night and Day"  | Wheesung       | Lead Female |
| 2015 | "On a Rainy Day" | Party Street   | Lead Female |
| 2015 | "I Am Korea"     | Various Artist | Herself     |